# فتى برايتون (رواية)
فتى برايتون (بالإنجليزية: Brighton Boy)‏ هي رواية للكاتبة الإنجليزية هيلين زاهافي، نشرت عام 2013، عن دار نشر بيستسيلر بوكس. 